# 日本体育大学男子ハンドボール部
日本体育大学男子ハンドボール部（にほんたいいくだいがく だんしハンドボールぶ）は、関東学生ハンドボール連盟に所属する日本体育大学の男子ハンドボール部。

## 歴史
1968年の第11回全日本学生ハンドボール選手権大会で初優勝（初の男女アベック優勝）を果たした。その後1972年まで5連覇を達成。
2002年はインカレで3年ぶりの優勝を果たした。日本選手権では北陸電力を33対29で破り、2回戦へ進出したが、HC東京に30対31で惜敗。
2003年は2年生の宮﨑大輔の活躍もあり、インカレ2連覇を達成。日本選手権では1回戦のトヨタ自動車に41対16で勝利。2回戦のホンダ熊本戦は29対32で敗れた。
2006年は3年ぶりのインカレ優勝を決めた。日本選手権では1回戦の豊田合成、2回戦の北陸電力を破り、準々決勝へ進出。大同特殊鋼と対戦したが、30対36で敗れた。その後2009年までインカレ4連覇を達成した。
2011年のインカレでは2年ぶりの優勝を果たした。日本選手権では豊田合成や湧永製薬などの実業団チームに勝利し、トヨタ車体との準決勝へ進出。35対39で敗れ、ベスト4に終わった。
2017年は1部9位に終わり、2部・桐蔭横浜大学との入れ替え戦が決定。37対20で勝利し、1部残留を決めた。

## 獲得タイトル
- 全日本学生ハンドボール選手権大会：23回 (1968年・1969年・1970年・1971年・1972年・1977年・1978年・1979年・1989年・1990年・1991年・1994年・1997年・1999年・2002年・2003年・2006年・2007年・2008年・2009年・2011年・2012年・2015年)

## 年度別成績
| 年度   | 学生選手権   | 関東学生連盟 | 関東学生連盟 |
| 年度   | 学生選手権   | 春季リーグ   | 秋季リーグ   |
| ------ | ------------ | ------------ | ------------ |
| 2000年 | 準々決勝敗退 | 優勝         | 2位          |
| 2001年 | 準々決勝敗退 | 優勝         | 2位          |
| 2002年 | 優勝         | 3位          | 4位          |
| 2003年 | 優勝         | 3位          | 優勝         |
| 2004年 | 準優勝       | 2位          | 4位          |
| 2005年 | 準優勝       | 3位          | 2位          |
| 2006年 | 優勝         | 2位          | 3位          |
| 2007年 | 優勝         | 優勝         | 優勝         |
| 2008年 | 優勝         | 2位          | 優勝         |
| 2009年 | 優勝         | 優勝         | 優勝         |
| 2010年 | 準優勝       | 優勝         | 2位          |
| 2011年 | 優勝         | 2位          | 優勝         |
| 2012年 | 優勝         | 優勝         | 優勝         |
| 2013年 | ベスト4      | 2位          | 2位          |
| 2014年 | 2回戦敗退    | 3位          | 6位          |
| 2015年 | 優勝         | 3位          | 2位          |
| 2016年 | 準々決勝敗退 | 6位          | 7位          |
| 2017年 | 2回戦敗退    | 4位          | 9位          |
| 2018年 | 準々決勝敗退 | 5位          | 3位          |
| 2019年 |              | 2位          |              |

## 主な出身選手
- 早川清孝 (1969年卒) - 元・湧永製薬
- 池ノ上孝司 (1978年卒) - 元・湧永製薬
- 井藤英忠 (1981年卒) - 元・湧永製薬
- 茅場清 (1996年卒) - 元・本田技研
- 田場裕也 (1998年卒) - 元・湧永製薬、琉球コラソン
- 高木尚 (2001年卒) - 元・大同特殊鋼
- 太田芳文 (2002年卒) - 元・大崎電気
- 宮﨑大輔 (在学中) - 元・大崎電気
- 浦和克行 (2005年卒) - 元・大崎電気
- 地引貴志 (2006年卒) - 大同特殊鋼監督
- 東長濱秀作 (2006年卒) - 琉球コラソン監督、元・湧永製薬
- 千々波英明 (2007年卒) - 元・大同特殊鋼
- 東直明 (2007年卒) - 元・大同特殊鋼
- 村山裕次 (2007年卒) - 琉球コラソン
- 関口勝志 (2008年卒) - トヨタ自動車東日本
- 甲斐昭人 (2010年卒) - トヨタ車体
- 棚原良 (2010年卒) - 琉球コラソン
- 東長濱秀希 (2010年卒) - 大崎電気
- 小室大地 (2011年卒) - 大崎電気
- 連基徳 (2011年卒) - 琉球コラソン
- 東江太輝 (2012年卒) - 琉球コラソン
- 信太弘樹 (2012年卒) - 大崎電気
- 土井杏利 (2012年卒) - 大崎電気
- 新名亮介 (2012年卒) - 東京トライスターズ
- 木村昌丈 (2013年卒) - 大崎電気
- 平子卓人 (2013年卒) - 大同特殊鋼
- 石橋龍 (2014年卒) - 大同特殊鋼
- 藤江恭輔 (2014年卒) - 大同特殊鋼
- 元木博紀 (2014年卒) - 大崎電気
- 佐々木亮輔 (2015年卒) - 豊田合成
- 杉本翔 (2015年卒) - 大同特殊鋼
- 平子健人 (2015年卒) - 大崎電気
- 松本崇聖 (2015年卒) - 元・湧永製薬
- 小山哲也 (2016年卒) - 大崎電気
- 福田将太（2016年卒） -  湧永製薬
- 大橋慶 (2017年卒) - 元・北陸電力
- 西出克巳 (2017年卒) - トヨタ自動車東日本
- 藤勢流 (2017年卒) - 豊田合成
- 友兼尚也 (2018年卒) - 大同特殊鋼
- 入谷泰成 (2019年卒) - 大崎電気
- 安平拓馬 (2019年卒) - 大崎電気
- 康本侃司 (2019年卒) - 大同特殊鋼